# Zurückschneiden durch Rangbetrachtung
Das Zurückschneiden durch Rangbetrachtung (oder Trunkierung durch Rangbetrachtung oder Lokalisierung durch Rangbetrachtung) ist eine in der Mengenlehre verwendete und von Tarski und Scott 1955 vorgeschlagene Methode, wie man das Studium einer Klasse auf das Studium ihrer Teilmengen beschränken kann.
Um dies zu erreichen, definiert man für eine Klasse {\displaystyle K\subseteq {\textrm {V}}=\{\,x\;|\;\exists _{y}\,x\in y\,\}} die Teilklasse
{\displaystyle K_{\text{min}}\equiv \tau (K):=\{\,x\in K\;|\;\forall _{y\in K}\rho (x)\leq \rho (y)\,\}},
wenn {\displaystyle \rho :{\textrm {V}}\rightarrow {\textrm {On}}} die Rangfunktion ist. Die Existenz der Rangfunktion wird entweder durch ein spezielles Axiom gesichert oder mit Hilfe des Fundierungs- und des Ersetzungaxioms bewiesen. Mit
{\displaystyle \xi =\min _{x\in K}\rho (x)}
ist {\displaystyle \tau (K)} eine Menge, deren Rang höchstens {\displaystyle \xi +1} beträgt.
Mittels Zurückschneiden durch Rangbetrachtung lassen sich folgende Sätze beweisen:
- Für jede Relation {\displaystyle R} existiert eine vorgängerkleine Teilrelation {\displaystyle S} mit demselben Definitionsbereich.
- Für jede Relation {\displaystyle R} existiert eine Teilrelation {\displaystyle S} mit demselben Wertebereich, deren inverse Relation vorgängerklein ist.
- Wenn jede nicht leere Menge ein {\displaystyle \prec }-kleinstes Element hat, dann hat auch jede nicht leere Klasse ein {\displaystyle \prec }-kleinstes Element und für jede mengentheoretische Formel {\displaystyle \Phi } gilt:

{\displaystyle (\forall _{x}\,(\forall _{y\prec x}\,\Phi (y)\Rightarrow \Phi (x)))\Rightarrow \forall _{z}\,\Phi (z)} (Verallgemeinerung des Induktionsprinzipes).
- Für jede Menge {\displaystyle A} und endlich  viele Relationen {\displaystyle R_{1},...,R_{k}} existiert eine für jedes {\displaystyle i\in \{1,...,k\}} fast {\displaystyle R_{i}}-abgeschlossene Menge {\displaystyle B\supseteq A}.
- Für jede Äquivalenzrelation {\displaystyle \approx } existiert eine Funktion {\displaystyle F}, die

{\displaystyle \forall _{x}\,\forall _{y}\,(F(x)=F(y)\Leftrightarrow x\approx y)}
erfüllt.